# Shinkansen Seria E5

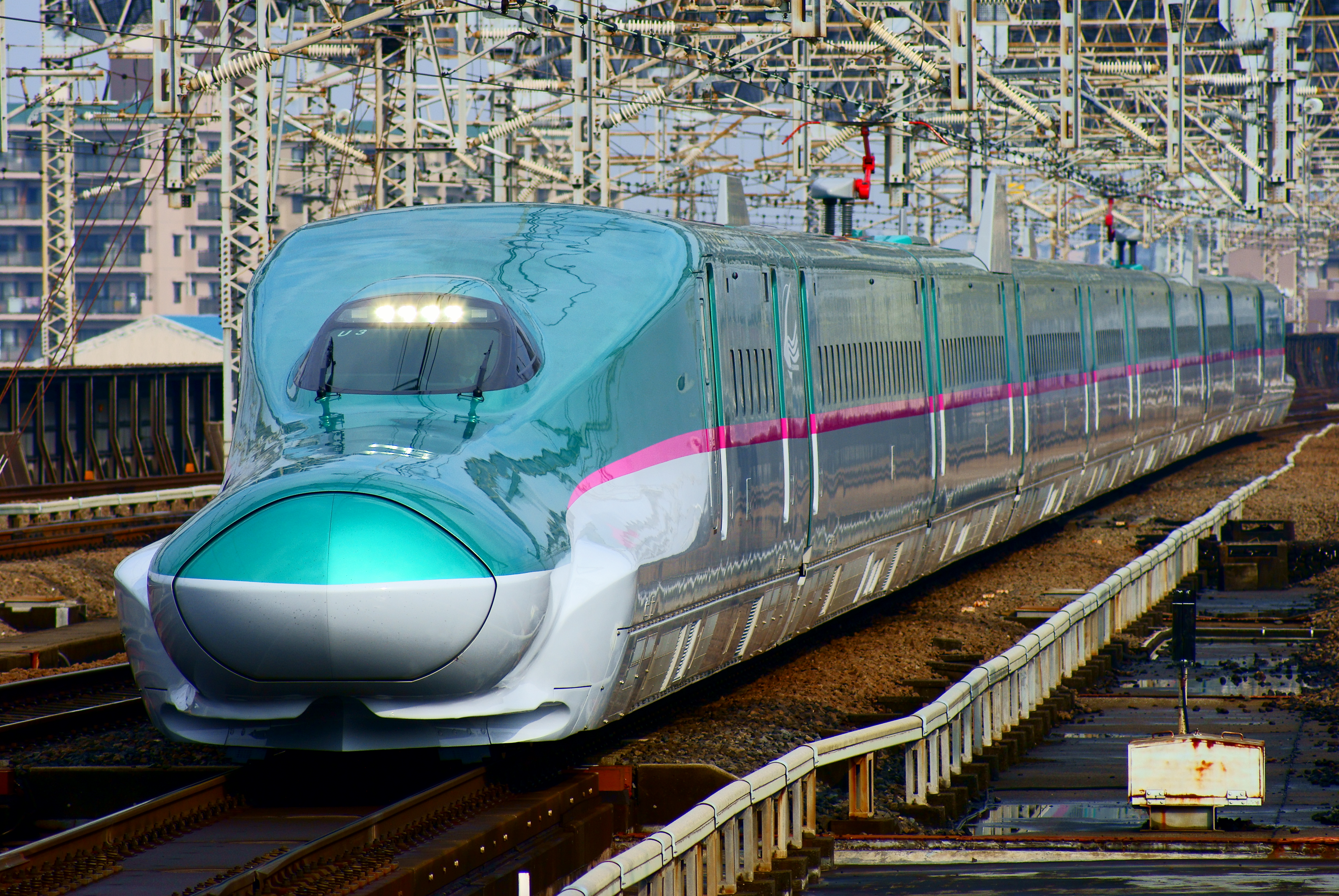
Shinkansen Seria E5

Shinkansen Seria E5 sunt garnituri de tren care vor rula pe rețeaua de mare viteză japoneză Shinkansen din 2011. Trenul va atinge viteze de 320 km/h.